# Youngolepis praecursor
Youngolepis praecursor — вид викопних лопатеперих риб ряду целакантоподібних (Coelacanthiformes). Вид існував у раннього девону (407—416 млн років тому). Викопні рештки риби знайдено в провінції Юньнань у Китаї.

## Назва
Рід Youngolepis названо на честь китайського палеонтолога Янга Чунчіена.

## Опис
Youngolepis — невелика хижа риба, до 30 см завдовжки. Риба відома із скам'янілостей черепа. Кістки черепа важкі й товсті, тіло вкрите товстою ромбічної космоїдною лускою. Морда і зовнішні ніздрі спрямовані вниз.